# Späths Fruheste
Späths Fruheste es una variedad cultivar de ciruelo (Prunus domestica), de las denominadas ciruelas europeas, una variedad de ciruela alemana cultivada por "Späth", viverista de Berlín. Las frutas tienen un tamaño de pequeño a medio, color de piel morado más o menos rojizo o negro, y pulpa de color amarillo ambarino, con textura moderadamente blanda, muy jugosa y con un sabor ligeramente dulce y poco rico.

## Sinonimia
- "Späths Früheste".

## Historia
'Späths Fruheste' variedad de ciruela alemana cultivada por "Späth", viverista de Berlín, en 1902.
'Späths Fruheste' está cultivada en diversos bancos de germoplasma de cultivos vivos, tales como en National Fruit Collection (Colección Nacional de Fruta) de Reino Unido con el número de accesión: 1955-068 y Nombre Accesión : Spaths Fruheste. Fue introducida en el "Probatorio Nacional de Fruta" para evaluar sus características en 1955.

## Características
'Späths Fruheste' árbol erguido vigoroso que produce buenas cosechas. Las flores deben aclararse mucho para que los frutos alcancen un calibre más grueso. Tiene un tiempo de floración que comienza a partir del 14 de abril con el 10% de floración, para el 19 de abril tiene una floración completa (80%), y para el 26 de abril tiene un 90% de caída de pétalos. Se asemeja a 'Jefferson' pero madura más temprano.
'Späths Fruheste' tiene una talla de tamaño pequeño a medio (peso promedio 25,00gr), de forma elíptico redondeada, con una ligera depresión en la zona ventral, a lo largo de la sutura, asimétrica, con un lado más desarrollado, con línea de sutura visible, del mismo color del resto del fruto, situada en una depresión;epidermis recubierta de pruina abundante y gruesa, color violáceo, con una fina pubescencia, difícil de ver en el polo pistilar y a veces también en la parte inferior de la sutura, la piel tiene color morado más o menos rojizo o negro, no uniforme, viéndose a veces pequeñas zonas del color verdoso del fondo, presenta un punteado pequeño; pedúnculo corto (longitud promedio 9,32mm), grueso, pubescencia ligera, muy difícil de ver, siendo su cavidad peduncular donde se inserta mediana, poco profunda, casi imperceptiblemente rebajada en la sutura;pulpa de color amarillo ambarino, con textura moderadamente blanda, muy jugosa y con un sabor ligeramente dulce y poco rico.
Hueso semi libre, de tamaño mediano, elíptico, semi-globoso, con el surco dorsal muy marcado, a veces discontinuo, los laterales poco acusados, ápice con mucrón pequeño y puntiagudo, con las superficies laterales muy esculpidas.
Su tiempo de recogida de cosecha se inicia en su maduración en la primera decena de agosto.

## Usos
Ciruela culinaria, hace muy buenos guisos, mermeladas, compotas.

## Cultivo
Parcialmente autofértil y por lo general producirá una cosecha que vale la pena por sí misma, para mejores resultados si se poliniza con las variedades 'Victoria' o 'Czar'.